# Чехия на летних Олимпийских играх 1996
Чехия принимала участие в Летних Олимпийских играх 1996 года в Атланте (США) в первый раз за свою историю, и завоевала три серебряные, четыре бронзовые и четыре золотые медали. Сборную страны представляли 39 женщин.

## 01!Золото
- Лёгкая атлетика, мужчины, метание копья — Ян Железный
- Байдарка, женщины — Штепанка Гильгертова.
- Каноэ, мужчины — Мартин Доктор.
- Каноэ, мужчины — Мартин Доктор.

## 02!Серебро
- Каноэ, мужчины — Лукаш Поллерт.
- Каноэ, мужчины — Йиржи Роган, Мирослав Шимек.
- Теннис, женщины — Яна Новотна и Хелена Сукова.

## 03!Бронза
- Лёгкая атлетика, мужчины, десятиборье — Томаш Дворжак.
- Лёгкая атлетика, женщины, тройной прыжок — Шарка Кашпаркова.
- Стрельба, мужчины — Мирослав Януш.
- Теннис, женщины — Яна Новотна.

## Результаты соревнований

### Академическая гребля
В следующий раунд из каждого заезда проходили несколько лучших экипажей (в зависимости от дисциплины). В финал A выходили 6 сильнейших экипажей, остальные разыгрывали места в утешительных финалах B-D.
Мужчины
| Соревнование | Спортсмены    | Предварительный заезд | Предварительный заезд | Предварительный заезд | Отборочный заезд | Отборочный заезд | Отборочный заезд | Полуфинал     | Полуфинал     | Полуфинал     | Финал   | Финал   | Итоговое место |
| Соревнование | Спортсмены    | Заезд                 | Время                 | Место                 | Заезд            | Время            | Место            | Заезд         | Время         | Место         | Время   | Место   | Итоговое место |
| ------------ | ------------- | --------------------- | --------------------- | --------------------- | ---------------- | ---------------- | ---------------- | ------------- | ------------- | ------------- | ------- | ------- | -------------- |
| одиночки     | Вацлав Халупа | 4                     | 7:35,48               | 1 Q                   | Не участвовал    | Не участвовал    | Не участвовал    | Полуфинал A/B | Полуфинал A/B | Полуфинал A/B | Финал A | Финал A | 5              |
| одиночки     | Вацлав Халупа | 4                     | 7:35,48               | 1 Q                   | Не участвовал    | Не участвовал    | Не участвовал    | 2             | 7:16,97       | 3 QA          | 6:55,65 | 5       | 5              |